# 夜をこえて
「夜をこえて」（よるをこえて）は、1992年6月21日に発売された角松敏生通算21作目のシングル。

## 解説
「夜をこえて」はアルバム『あるがままに』の先行シングル。アルバム収録に際しドラムが打ち込みから青山純による生演奏に差し替えられたほか、ボーカルがリテイクされている。シングル・ヴァージョンは、後にベスト・アルバム『1988-1993』に収録された。カップリングの「ハミルトンの夏休み」は、角松自身のギター演奏をフィーチャーしたインストゥメンタルで、このシングルのみでの収録。

## 収録曲
1. 夜をこえて
WRITTEN BY 角松敏生
2. ハミルトンの夏休み (Instrumental)
  - MUSIC BY 角松敏生
  - MIKI HOUSE CFイメージソング

## クレジット
- PRODUCED BY TOSHIKI KADOMATSU
- ARRAGED BY TOSHIKI KADOMATSU

### 夜をこえて
- VOCAL, GUITAR SOLO, KEYBOARDS, COMPUTER PROGRAMMING, BACKGROUND VOCAL : 角松敏生
- GUITAR : 浅野祥之
- COMPUTER MANIPULATOR : 久保幹一郎

### ハミルトンの夏休み (Instrumental)
- GUITAR, KEYBOARDS, COMPUTER PROGRAMMING : 角松敏生
- SAXOPHONE SOLO : 本田雅人
- COMPUTER MANIPULATOR : 久保幹一郎
- ※MASATO HONDA <Courtesy of Sony Records>